# Economia de Granada
A economia de Granada se baseia no turismo, especialmente desde a construção de um  aeroporto internacional, em 1985 e graças ao substantial aumento de investimentos estrangeiros diretos. 
Os furacões Ivan (2004) e Emily (2005) causaram sérios danos à indústria de noz moscada, anteriormente a chave da economia granadina, não havendo expectativa de recuperação a curto prazo. O setor agrícola, particularmente a produção de noz moscada e cacau, recupera-se gradativamente dos danos causados pelos furacões. 
O bom desempenho da construção e da indústria, juntamente com o desenvolvimento dos serviços financeiros offshore, também contribuíram para o crescimento econômico. Em 2009, porém, o ritmo de crescimento deve cair em razão dos efeitos da crise econômica internacional sobre o turismo e as remessas de recursos. Atualmente Granada se recupera dos efeitos devastadores dos furacões, mas também está sob pressão de um pesado endividamento, decorrente de empréstimos assumidos para a reconstrução. A relação entre o déficit público e o PIB está próxima de 110%, limitando severamente a capacidade do governo de realizar investimentos e gastos sociais..
Granada é membro da União Monetária do Caribe Oriental (ECCU). O Banco Central do Caribe Oriental (ECCB) criou uma moeda comum para todos os países membros da união monetária.
Granada também é membro do CARICOM, a Comunidade do Caribe. A maioria dos bens pode ser importada com uma licença geral de importação, porém alguns bens requerem uma licença especial. Os que são produzidos nos países do Caribe Oriental recebem proteção tarifária adicional.